# (14340) 1983 RQ3
(14340) 1983 RQ3 là một tiểu hành tinh vành đai chính. Nó được phát hiện bởi Henri Debehogne ở Đài thiên văn La Silla ở Chile ngày 2 tháng 9 năm 1983.